# Инвазивные виды в России
Инвазивные виды в России — инвазивные виды животных и растений, развившиеся вне естественных территорий регионов России и интродуцированные человеком.

## Введение
Внедрение инвазивных видов наносит значительный экономический ущерб и порой представляет опасность для здоровья людей. Число крупных экологических катастроф, вызванных инвазиями чужеродных видов, постоянно растет. Только несколько примеров: амброзия, колорадский жук, борщевик Сосновского.
Экономический ущерб от биологических инвазий колоссален. Подсчитано, что в результате инвазии заносных видов потери как минимум составляют: США — 137, Индия — 117, Бразилия — 50 миллиардов долларов США. Урон, наносимый биологическими инвазиями только со стороны 79 наиболее злостных инвазивных видов, в США оценивается в 97 миллиардов долларов.
В 1995 году Российская Федерация ратифицировала конвенцию по биологическому разнообразию, взяв при этом на себя ряд обязательств, в том числе обязательство по разработке национальной стратегии по сохранению биоразнообразия. В 2001 году национальная стратегия была принята на национальном форуме по сохранению живой природы. Сохранение биоразнообразия является одной из основных задач государственной экологической политики. Россия взяла на себя обязательства по сохранению того биологического разнообразия, которое существует на нашей территории. Сохранение внутривидового разнообразия — это основа сохранения видов. В случае снижения численности вида до малых значений, даже в случае последующего восстановления численности популяции, приводит к тому, что генетическое разнообразие последующих популяций существенно ниже, чем у тех популяций, которые не имели значимых снижений численности. Кроме того, изменения в одном биологическом царстве могут оказать влияние на экосистему и сохранение других видов.
По оценкам экспертов, именно деятельность инвазионных организмов повлияла более чем на 60 % случаев исчезновения животных и растений в мире. А глобальные экономические потери, по данным ООН, превышают $423 млрд ежегодно. В 2025 году в России появится уникальный инструмент — «Черная книга инвазивных видов». Разработкой занимается научный центр Минприроды России «ВНИИ Экология».

## Значимые примеры инвазивных видов России

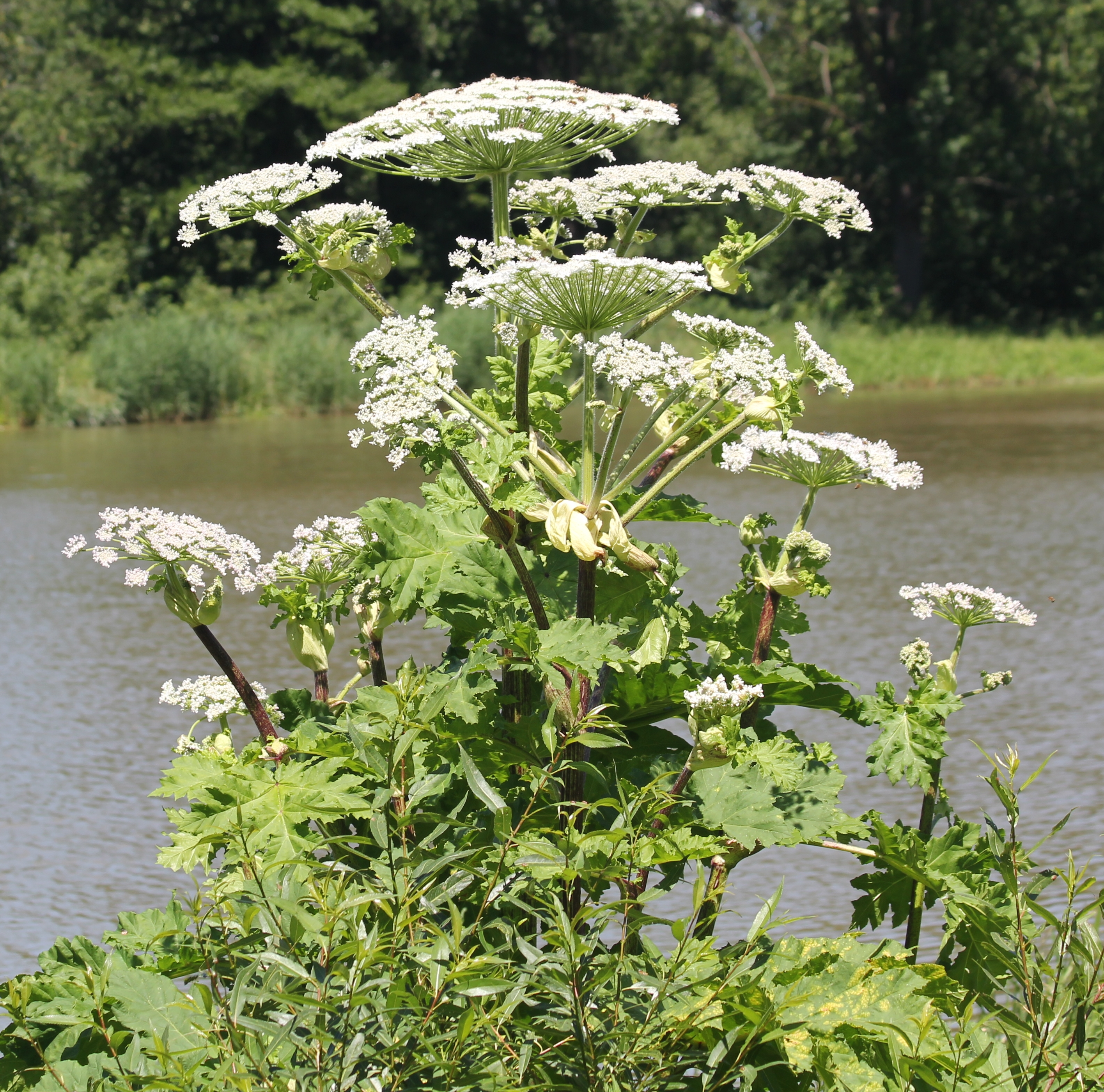
Борщевик Сосновского

С 50-х годов 20 века борщевик Сосновского начал культивироваться как силосная культура. Постепенно борщевик переселился и в дикую природу, засевая берега водоёмов, пустыри, полосы отвода дорог, необрабатываемые участки полей, лесные поляны и опушки, склоны гор, долины рек. В России особенно проблемными по распространению борщевика являются северо-западный и центральный регионы. В печатных СМИ сообщения о диком распространении борщевика начали появляться в конце 1990-х годов. Проводится работа по картографированию распространения борщевика Сосновского. Для этих целей разработана и регулярно пополняется открытая база данных.
В 2015 году в России зафиксирована масштабная экологическая катастрофа: в Краснодарском крае и Адыгее погибли реликтовые самшитовые леса. Игнорирование требований экологов стало причиной практически полного уничтожения краснокнижного самшита колхидского бабочкой-огнёвкой, завезённой в ходе подготовки к сочинской Олимпиаде: многие сотни гектаров уникального растения погибли.

## Списки

### Самые опасные инвазионные виды России (ТОП-100)
«Самые опасные инвазионные виды России (ТОП-100)» — монография, которая рассматривает биологические инвазии чужеродных видов в России. В книге описываются 100 инвазионных видов, которые могут быть опасны для экосистем и здоровья населения. Эти виды включают различные группы организмов: бактерии, хромисты, грибы, сосудистые растения, альвеоляты, гребневики, нематоды, моллюски, членистоногие и хордовые. Каждый вид имеет оригинальные карты нативных и инвазионных ареалов, указаны особенности биологии, воздействия на аборигенные виды и методы контроля численности.
| Номер               | Научное название               | Русское название                     | Классификация                                                      | Естественный ареал                                                            | Описание |
| ------------------- | ------------------------------ | ------------------------------------ | ------------------------------------------------------------------ | ----------------------------------------------------------------------------- | --- |
| Бактерии            |                                |                                      |                                                                    |                                                                               | |
| 1                   | Cylindrospermopsis raciborskii | Цилиндроспермопсис рациборского      |                                                                    | Глобальный                                                                    | |
| 2                   | Pectobacterium carotovorum     | Пектобактериум каротоворум           | Бактерии: Enterobacteriaceae                                       | Глобальный                                                                    | |
| 3                   | Aphanomyces astaci             | Возбудитель афаномикоза              |                                                                    | Северное полушарие                                                            | |
| 4                   | Odontella chinensis            | Одонтелла китайская                  |                                                                    | Восточная Азия                                                                | |
| 5                   | Pseudo-nitzschia calliantha    | Псевдонитшия каллианта               |                                                                    | Тихоокеанский регион, северо-запад США                                        | |
| Грибы               |                                |                                      |                                                                    |                                                                               | |
| 6                   | Batrachochytrium dendrobatidis | Лягушачий грибок-убийца              | Грибы: Chytridiomycota                                             | Глобальный                                                                    | |
| 7                   | Melampsoridium hiratsukanum    | -                                    | Грибы: Pucciniales                                                 | Япония                                                                        | |
| 8                   | Ophiostoma novo-ulmi           | Офиостома вязовая                    | Грибы: Ophiostomatales                                             | Северное полушарие                                                            | |
| Сосудистые растения |                                |                                      |                                                                    |                                                                               | |
| 9                   | Acer negundo                   | Клен ясенелистный                    | Растения: Клён                                                     | Северная Америка                                                              | Дерево |
| 10                  | Amaranthus retroflexus         | Щирица запрокинутая                  | Растения: Amarantaceae                                             | Глобальный                                                                    | Травянистое растение |
| 11                  | Ambrosia artemisiifolia        | Амброзия полыннолистная              | Растения: Астровые                                                 | Северная Америка                                                              | Травянистое растение |
| 12                  | Ambrosia psilostachya          | Амброзия голометельчатая             | Растения: Астровые                                                 | Северная Америка                                                              | Травянистое растение |
| 13                  | Ambrosia trifida               | Амброзия трехраздельная              | Растения: Астровые                                                 | Северная Америка                                                              | Травянистое растение |
| 14                  | Amelanchier spicata            | Ирга колосистая                      | Растения: Розоцветные                                              | Северное полушарие                                                            | Кустарник |
| 15                  | Bidens frondosa                | Череда олиственная                   | Растения: Астровые                                                 | Глобальный                                                                    | Травянистое растение |
| 16                  | Cyclachaena xanthifolia        | Циклахена дурнишниколистная          | -                                                                  | Глобальный                                                                    | |
| 17                  | Echinocystis lobata            | Эхиноцистис шиповатый                | Растения: Тыквенные                                                | Северная Америка                                                              | Лиана |
| 18                  | Elodea canadensis              | Элодея канадская                     | Водные растения: Элодеи                                            | Северная Америка                                                              | элодея канадская была активно завезена для использования в аквариумистике, однако стала инвазивным видом в многих регионах мира.                                                                                                   |
| 19                  | Epilobium adenocaulon          | Кипрей железистостебельный           | Растения: Кипрейниковые                                            | Северная Америка                                                              | кипрей железистостебельный был завезен в Европу и Азию как декоративное растение, но стал инвазивным видом в некоторых регионах.                                                                                                   |
| 20                  | Erigeron annuus                | Мелколепестник однолетний            | Растения: Астровые                                                 | Северная Америка                                                              | мелколепестник однолетний был завезен как озеленительное растение, но стал инвазивным видом в Европе и Азии. |
| 21                  | Erigeron canadensis            | Мелколепестник канадский             | Растения: Астровые                                                 | Северная Америка                                                              | мелколепестник канадский был завезен как озеленительное растение, но стал инвазивным видом в Европе и Азии. |
| 22                  | Fraxinus pennsylvanica         | Ясень пенсильванский                 | Растения: Маслиновые                                               | Северная Америка                                                              | ясень пенсильванский был завезен как декоративное растение, но стал инвазивным видом в Европе и Азии. |
| 23                  | Galinsoga parviflora           | Галинзога мелкоцветковая             | Растения: Астровые                                                 | Южная Америка                                                                 | галинзога мелкоцветковая была завезена как озеленительное растение, но стала инвазивным видом в некоторых регионах мира. |
| 24                  | Galinsoga quadriradiata        | Галинзога четырехлучевая             | Растения: Астровые                                                 | Южная Америка                                                                 | галинзога четырехлучевая была завезена как озеленительное растение, но стала инвазивным видом в некоторых регионах мира. |
| 25                  | Heracleum sosnowskyi           | Борщевик Сосновского                 | Растения: Зонтичные                                                | Россия                                                                        | борщевик Сосновского был завезен как озеленительное растение, но стал инвазивным видом в некоторых регионах мира, в том числе и в России.                                                                                          |
| 26                  | Hordeum jubatum                | Ячмень гривастый                     | Растения: Злаки                                                    | Северная Америка                                                              | ячмень гривастый был завезен как кормовое растение для скота, но стал инвазивным видом в Европе и Азии. |
| 27                  | Impatiens glandulifera         | Недотрога железконосная              | Растения: Молочайные                                               | Гималаи, Южная Азия                                                           | недотрога железконосная была завезена как декоративное растение, но стала инвазивным видом в некоторых регионах мира, включая Европу и Северную Америку.                                                                           |
| 28                  | Impatiens parviflora           | Недотрога мелкоцветковая             | Растения: Молочайные                                               | Евразия                                                                       | недотрога мелкоцветковая была завезена как декоративное растение, но стала инвазивным видом в некоторых регионах мира. |
| 29                  | Lupinus polyphyllus            | Люпин многолистный                   | Растения: Бобовые                                                  | Северная Америка                                                              | люпин многолистный был завезен как озеленительное растение, но стал инвазивным видом в Европе и Азии. |
| 30                  | Oenothera biennis              | Ослинник двулетний                   | Растения: Вечерницы                                                | Северная Америка                                                              | ослинник двулетний был завезен как лекарственное и декоративное растение, но стал инвазивным видом в Европе и Азии. |
| 31                  | Parthenocissus vitacea         | Девичий виноград виноградный         | Растения: Виноградовые                                             | Северная Америка                                                              | девичий виноград виноградный был завезен как декоративное растение, но стал инвазивным видом в Европе. |
| 32                  | Reynoutria × bogemica          | Рейнутрия богемская                  | Растения: Гречишные                                                | Европа                                                                        | рейнутрия богемская является гибридным растением, которое образуется при скрещивании рейнутрии японской и рейнутрии узколистной. Она была завезена как декоративное растение, но стала инвазивным видом в некоторых регионах мира. |
| 33                  | Rosa rugosa                    | Шиповник морщинистый                 | Растения: Розовые                                                  | Восточная Азия                                                                | шиповник морщинистый был завезен как озеленительное и пищевое растение, но стал инвазивным видом в некоторых регионах мира. |
| 34                  | Solidago canadensis            | Золотарник канадский                 | Растения: Астровые                                                 | Северная Америка                                                              | - |
| 35                  | Solidago gigantea              | Золотарник гигантский                | Растения: Астровые                                                 | Северная Америка                                                              | - |
| 36                  | Symphyotrichum × salignum      | Симфиотрихум иволистный              | Растения: Астровые                                                 | -                                                                             | - |
| 37                  | Xanthoxalis stricta            | Кислица прямостоячая                 | Растения: Кисличные                                                | Северная Америка                                                              | - |
| Альвеоляты          |                                |                                      |                                                                    |                                                                               | |
| 38                  | Prorocentrum minimum           | Жгутиконосцы–динофлагелляты          | Водоросли                                                          | -                                                                             | - |
| Гребневики          |                                |                                      |                                                                    |                                                                               | |
| 39                  | Mnemiopsis leidyi              | Гребневик мнемиопсис                 | Животные: Кольчатые черви                                          | Северо-Западная Атлантика                                                     | - |
| Нематоды            |                                |                                      |                                                                    |                                                                               | |
| 40                  | Ashworthius sidemi             | Возбудитель ашвортиоза               | Животные: Нематоды                                                 | -                                                                             | - |
| 41                  | Globodera rostochiensis        | Золотистая картофельная нематода     | Животные: Нематоды                                                 | Европа                                                                        | - |
| Моллюски            |                                |                                      |                                                                    |                                                                               | |
| 42                  | Anadara kagoshimensis          | Анадара                              | Животные: Моллюски                                                 | Тихий океан                                                                   | - |
| 43                  | Arcuatula senhousia            | Азиатская мидия                      | Животные: Моллюски                                                 | Тихий океан                                                                   | - |
| 44                  | Corbicula fluminea             | Восточная корбикула                  | Животные: Моллюски                                                 | Азия                                                                          | - |
| 45                  | Dreissena bugensis             | Бугская дрейссена                    | Животные: Моллюски                                                 | Евразия                                                                       | - |
| 46                  | Dreissena polymorpha           | Речная дрейссена                     | Животные: Моллюски                                                 | Европа                                                                        | - |
| 47                  | Lithoglyphus naticoides        | Гравийная улитка                     | Животные: Моллюски                                                 | Европа                                                                        | - |
| 48                  | Magallana gigas                | Тихоокеанская устрица                | Животные: Моллюски                                                 | Тихий океан                                                                   | - |
| 49                  | Mytilopsis leucophaeata        | Ложная мидия                         | Животные: Моллюски                                                 | Северная Америка                                                              | - |
| 50                  | Potamopyrgus antipodarum       | Новозеландская улитка                | Животные: Моллюски                                                 | Новая Зеландия                                                                | - |
| 51                  | Rangia cuneata                 | Атлантическая рангия                 | Животные: Моллюски                                                 | Атлантический океан                                                           | - |
| 51                  | Rangia cuneata                 | Атлантическая рангия                 | Животные: Моллюски                                                 | Атлантический океан                                                           | - |
| 52                  | Rapana venosa                  | Венозная рапана                      | Животные: Моллюски                                                 | Тихий океан                                                                   | |
| 53                  | Teredo navalis                 | Шашень                               | Животные: Моллюски                                                 | Атлантический океан, Средиземное море, Черное море                            | |
| Ракообразные        |                                |                                      |                                                                    |                                                                               | |
| 54                  | Acartia tonsa                  | Акарция                              | Животные: Ракообразные: Копеподы                                   | Мировой океан                                                                 | |
| 55                  | Amphibalanus improvisus        | Морской желудь                       | Животные: Ракообразные: Крупнопорожковые                           | Атлантический океан, Северное море, Балтийское море                           | |
| 56                  | Cercopagis pengoi              | Церкопагис пенго                     | Животные: Ракообразные: Клопоносцы                                 | Балтийское море, Северное море                                                | |
| 57                  | Dikerogammarus villosus        | Креветка-убийца                      | Животные: Ракообразные: Омарицы                                    | Евразия                                                                       | |
| 58                  | Eriocheir sinensis             | Китайский мохнаторукий краб          | Животные: Ракообразные: Крабы                                      | Тихий океан, Восточно-Китайское море                                          | |
| 59                  | Gammarus tigrinus              | Тигровый гаммарус                    | Животные: Ракообразные: Цветковые раки                             | Евразия                                                                       | |
| 60                  | Monocorophium acherusicum      | Монокорофиум ахерусикум              | Животные: Ракообразные: Филлохеилиды                               | Арктический океан, Северная Атлантика                                         | |
| 61                  | Oithona davisae                | Ойтона дэвисэ                        | Животные: Ракообразные: Копеподы                                   | Арктический океан, Северная Атлантика, Северное море                          | |
| 62                  | Paralithodes camtschaticus     | Камчатский краб                      | Животные: Ракообразные: Крабы                                      | Тихий океан                                                                   | - |
| 63                  | Platorchestia platensis        | Пляжная блоха                        | Животные: Ракообразные: Крупнопряди                                | -                                                                             | |
| 64                  | Pontogammarus robustoides      | Понтогаммарус выносливый             | Животные: Ракообразные: Цветковые раки                             | Евразия                                                                       | |
| 65                  | Rhithropanopeus harrisii       | Краб Харриса                         | Животные: Ракообразные: Крабы                                      | Северо-Западный Атлантический океан, Средиземное море                         | |
| Насекомые           |                                |                                      |                                                                    |                                                                               | |
| 66                  | Aedes albopictus               | Азиатский тигровый комар             | Животные: Насекомые: Двукрылые комары                              | Азия                                                                          | |
| 67                  | Agrilus planipennis            | Ясеневая изумрудная узкотелая златка | Животные: Насекомые: Жесткокрылые насекомые                        | Азия, Северная Америка                                                        | . |
| 68                  | Aproceros leucopoda            | Ильмовый пилильщик-зигзаг            | Животные: Насекомые: Перепончатокрылые насекомые                   | Азия                                                                          | |
| 69                  | Cameraria ohridella            | Каштановая минирующая моль           | Животные: Насекомые: Чешуекрылые                                   | Европа                                                                        | |
| 70                  | Corythucha ciliata             | Клоп-кружевница платановый           | Животные: Насекомые: Полужесткокрылые насекомые                    | Евразия, Северная Америка                                                     | |
| 71                  | Cydalima perspectalis          | Самшитовая огневка                   | Животные: Насекомые: Перепончатокрылые насекомые                   | Азия, Европа                                                                  | |
| 72                  | Diabrotica virgifera           | Западный кукурузный корневой жук     | Животные: Насекомые: Жесткокрылые насекомые                        | Северная Америка                                                              | |
| 73                  | Diaspidiotus perniciosus       | Калифорнийская щитовка               | Животные: Насекомые: Полужесткокрылые насекомые                    | Азия                                                                          | |
| 74                  | Harmonia axyridis              | Гармония изменчивая                  | Животные: Насекомые: Жесткокрылые насекомые                        | -                                                                             | |
| 75                  | Hyphantria cunea               | Американская белая бабочка           | Животные: Насекомые: Чешуекрылые                                   | Азия, Северная Америка                                                        | |
| 76                  | Leptinotarsa decemlineata      | Колорадский жук                      | Животные: Насекомые: Жесткокрылые насекомые                        | Северная Америка                                                              | |
| 77                  | Phthorimaea operculella        | Картофельная моль                    | Животные: Насекомые: Чешуекрылые                                   | Европа                                                                        | |
| 78                  | Phyllonorycter issikii         | Липовая моль-пестрянка               | Животные: Насекомые: Чешуекрылые                                   | -                                                                             | |
| 79                  | Polygraphus proximus           | Уссурийский полиграф                 | Животные: Насекомые: Жесткокрылые насекомые                        | Северная Америка, Евразия                                                     | |
| 80                  | Viteus vitifoliae              | Виноградная филлоксера               | Животные: Насекомые: Полужесткокрылые насекомые                    | Америка, Европа                                                               | |
| Асцидии             |                                |                                      |                                                                    |                                                                               | |
| 81                  | Molgula manhattensis           | -                                    | Животные: Хордовые: Хордовые животные без черепахи: Мозговые шлемы | Северная Америка, Европа                                                      | |
| Рыбы                |                                |                                      |                                                                    |                                                                               | |
| 82                  | Carassius auratus sensu lato   | Карась серебряный                    | Животные: Хордовые: Лучеперые рыбы                                 | Евразия, Северная Америка                                                     | |
| 83                  | Gambusia holbrooki             | Гамбузия хольбрукская                | Животные: Хордовые: Костистые рыбы                                 | Северная Америка, Центральная Америка, Южная Америка, Европа, Африка, Океания | |
| 84                  | Lepomis gibbosus               | Солнечный окунь                      | -                                                                  | Северная Америка, Евразия, Африка                                             | |
| 85                  | Perccottus glenii              | Ротан                                | Животные: Хрящевые рыбы                                            | Северная Азия, Восточная Европа                                               | |
| 86                  | Pseudorasbora parva            | Амурский чебачок                     | Животные: Хордовые: Костистые рыбы                                 | Азия                                                                          | |
| Амфибии             |                                |                                      |                                                                    |                                                                               | |
| 87                  | Pelophylax ridibundus          | Озерная лягушка                      | Животные: Хордовые: Бесхвостые амфибии                             | Европа, Азия                                                                  | |
| Рептилии            |                                |                                      |                                                                    |                                                                               | |
| 88                  | Trachemys scripta              | Красноухая черепаха                  | Животные: Рептилии: Черепахи                                       | Северная Америка                                                              | |
| Птицы               |                                |                                      |                                                                    |                                                                               | |
| 89                  | Branta canadensis              | Канадская казарка                    | Животные: Птицы: Гуси                                              | Северная Америка, Азия                                                        | |
| 90                  | Phasianus colchicus            | Фазан                                | Животные: Птицы: Курообразные                                      | Азия, Европа                                                                  | |
| Млекопитающие       |                                |                                      |                                                                    |                                                                               | |
| 91                  | Apodemus agrarius              | Мышь полевая                         | Животные: Млекопитающие: Грызуны                                   | Евразия                                                                       | |
| 92                  | Canis familiaris               | Домашняя собака бродячая             | Животные: Млекопитающие: Хищные млекопитающие                      | -                                                                             | |
| 93                  | Castor canadensis Kuhl         | Бобр канадский                       | Животные: Млекопитающие: Грызуны                                   | Северная Америка                                                              | |
| 94                  | Mus musculus                   | Мышь домовая                         | Животные: Млекопитающие: Грызуны                                   | Мир                                                                           | |
| 95                  | Neovison vison                 | Американская норка                   | Животные: Млекопитающие: Хищники                                   | Северная Америка                                                              | . |
| 96                  | Nyctereutes procyonoides       | Енотовидная собака                   | Животные: Млекопитающие: Хищники                                   | Азия                                                                          | |
| 97                  | Ondatra zibethicus             | Ондатра                              | Животные: Млекопитающие: Грызуны                                   | Северное полушарие                                                            | |
| 98                  | Procyon lotor                  | Енот-полоскун                        | Животные: Млекопитающие: Хищники                                   | Северная Америка                                                              | |
| 99                  | Rattus norvegicus              | Крыса серая                          | Животные: Млекопитающие: Грызуны                                   | Европа, Азия                                                                  | |
| 100                 | Rattus rattus                  | Крыса черная                         | Животные: Млекопитающие: Грызуны                                   | Мир                                                                           | |

## Растения

### Чёрная книга флоры Средней России
В книге «Чёрная книга флоры Средней России. Чужеродные виды растений в экосистемах Средней России» впервые сделан обзор ключевых проблем фитоинвазий, а также обобщены данные по биологическим особенностям 52 наиболее злостных и широко распространенных инвазионных видов флоры Средней России и динамике их расселения во вторичном ареале.

### Чёрная книга флоры Сибири
Монография «Чёрная книга флоры Сибири» представляет первый сводный анализ территории Сибири (в границах Сибирского федерального округа) на распространение по её территории инвазионных растений, численностью 58 видов. У каждого вида имеется описание, распространение в первичном и вторичном ареале, история вида в Сибири, карта распространения в Сибири с оценкой агрессивности. Также имеются последствия внедрения инвазивных видов, возможное практическое применение, рекомендации по сдерживанию.

### Список

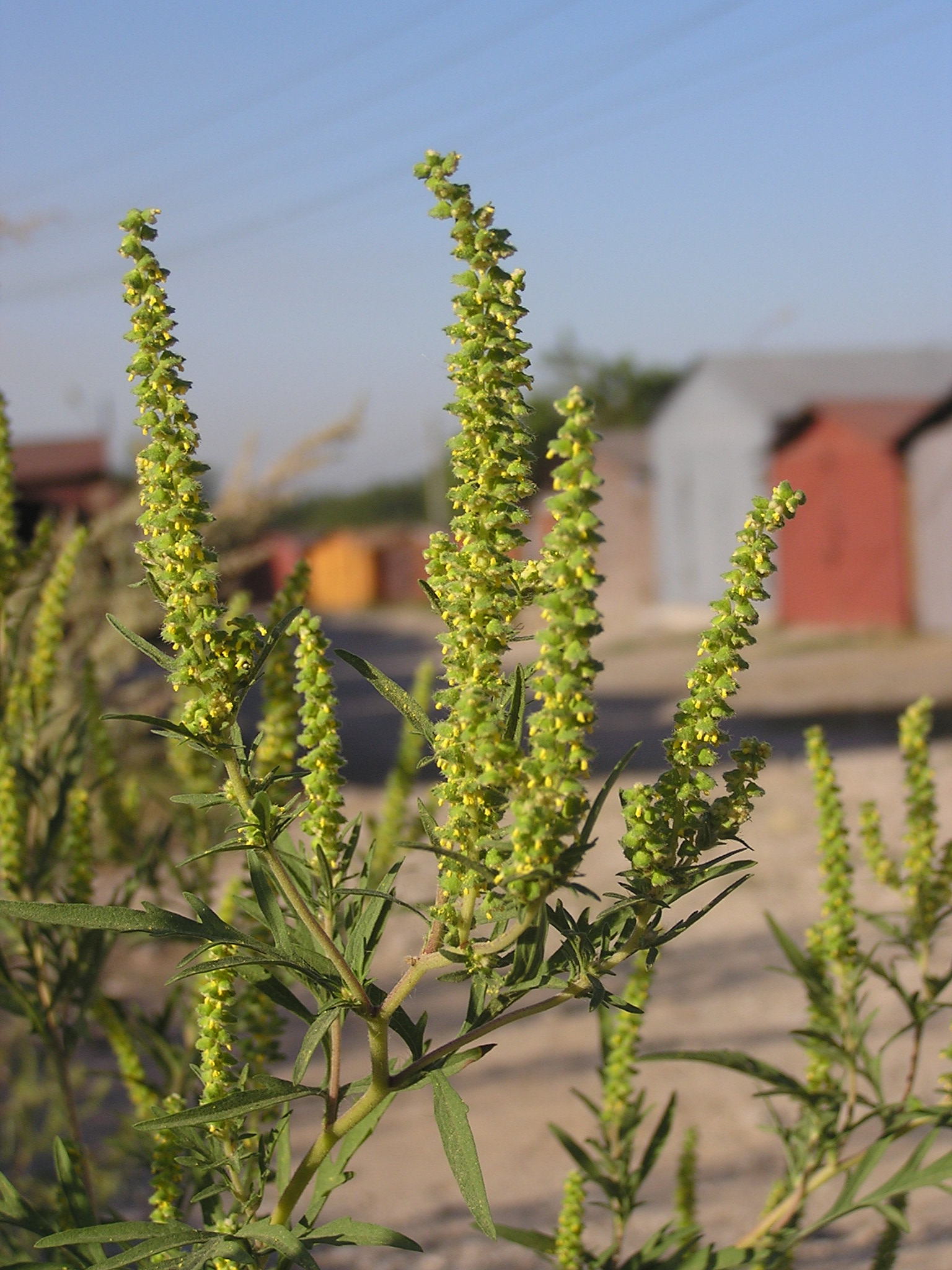

- Амброзия полыннолистная. Родина амброзии — Северная Америка. В 1873 году растение завезено на европейскую территорию из Америки. В 1914 году растение выявлено на территории Украины. После Великой Отечественной войны выявлено на территории России. В начале XXI века распространилось в Причерноморье и Поволжье. Сорняк распространяется с юга России на север и восток. Потепление климата благоприятствует распространению сорняка. Вытесняет местные виды растений, истощает и иссушает почву, приводит к аллергии, молоко животных после употребления приобретает резкий неприятный запах и вкус[14].
- Циклахена дурнишниколистная. Вытесняет другие травы, быстрый рост, иссушает почву, ядовито, приводит к сильной аллергии, циклахена в сене может привести к гибели животного[14].
- Клён ясенелистный. Вытесняет местные виды растений, большое плодоносие, быстрый рост, нарушает городское озеленение, повреждает автомобили и провода[14].
- Золотарник канадский. Вытесняет другие виды растений, большое разрастание, противодействует сельхозкультурам и кормовым травам[14].
- Недотрога желёзконосная. Вытесняет местные виды растений, ядовито, благоприятствует размытию берегов рек[14].
- Рейнутрия японская. Вытесняет местные виды растений, разрушает дороги и фундаменты домов[14].
- Эхиноцистис. Вытесняет местные виды растений, захватывает территории[14].
- Козлятник восточный. Вытесняет местные виды растений[14].
- Люпин многолистный. Вытесняет местные виды растений, захватывает территории лугов[14].
- Элодея канадская. Вытесняет местные виды растений. Вода под влиянием элодеи изменяет прозрачность, температуру, содержание кислорода, кислотность[14].